# Beverly D'Angelo
Beverly D'Angelo (Columbus, Ohio, 15 de noviembre de 1951) es una actriz y cantante estadounidense.

## Biografía
D'Angelo comenzó su carrera en el teatro y actuó en Broadway en 1976 en Rockabye Hamlet (también conocido como Kronborg: 1582), musical basado en la obra Hamlet, de William Shakespeare. Aunque la obra fue un fracaso y solo duró un mes en los escenarios, la interpretación de D'Angelo como Ofelia obtuvo buenas críticas.
Tras conseguir papeles menores en películas como Annie Hall, participó en éxitos de finales de los años setenta, como Every Which Way but Loose y Hair, una película musical dirigida por Miloš Forman y protagonizada por John Savage y Treat Williams. Basada en el musical homónimo de 1967, la película fue nominada al César a la mejor película extranjera. En 1980 interpretó a la cantante Patsy Cline y cantó con su propia voz en Coal Miner's Daughter, recibiendo excelentes críticas por parte de los expertos cinéfilos y una nominación al Globo de Oro a mejor actriz de reparto. En 1981 trabajó junto con Burt Reynolds en Paternity y ese mismo año en la comedia Honky Tonk Freeway. 
En 1983 actuó con Chevy Chase en la exitosa y taquillera comedia National Lampoon's Vacation como Ellen, la fiel esposa del disparatado Clark Griswold. Después volvería a interpretarla en cinco secuelas más (incluyendo un cortometraje llamado Hotel Hell vacation) entre 1985 y 2015. En 1992 fue estrella invitada en la tercera temporada de Los Simpson como Lurleen Lumpkin, papel que retomó en 2008, en la decimonovena temporada de la serie. En 1998 obtuvo un papel secundario en la película American History X como madre de Derek Vinyard (Edward Norton). Posteriormente interpretó a Barbara Miller en la serie de HBO Entourage. En 2018 participó en la serie de Netflix Insatiable como Stella Rose Butcley.

## Vida privada
En 1981 se casó con el aristócrata italiano el príncipe Lorenzo Salviati, príncipe Borghese y príncipe Aldobrandini, el matrimonio duró poco más de cuatro años, tiempo en el cual se separan; pero no se divorcian hasta 1995. Desde 1996 a 2003, tuvo una relación y convivencia con el actor Al Pacino, fruto de la cual tuvo en 2001 una pareja de mellizos: Anton James y Olivia Rose.